# Hati Pharsatikar
Hati Pharsatikar – gaun wikas samiti w zachodniej części Nepalu w strefie Lumbini w dystrykcie Rupandehi. Według nepalskiego spisu powszechnego z 2001 roku liczył on 567 gospodarstw domowych i 4269 mieszkańców (2073 kobiet i 2196 mężczyzn).